# ニューヨークの恋人
『ニューヨークの恋人』（ニューヨークのこいびと、Kate & Leopold）は、2001年のアメリカ合衆国のロマンティック・コメディ映画。監督はジェームズ・マンゴールド、出演はメグ・ライアン、ヒュー・ジャックマン、リーヴ・シュレイバーなど。ニューヨークを舞台に、仕事と出世しか頭にないキャリアウーマンと125年前からタイムスリップしてきた英国貴族の恋を描いている。

## ストーリー
1876年のニューヨーク。英国貴族オールバニ公爵レオポルドは、ブルックリン橋で挙動不審な怪しい男性を追いかけていくうちに、21世紀のニューヨークへとタイムスリップしてしまう。当初は、歴史と文化の違いに戸惑うものの、居ついたアパートで知り合ったキャリアウーマンのケイトや、ケイトの弟チャーリーと過ごすうちに徐々に現代の生活になじんでゆく。そしてケイトと恋に落ちるが、過去の人であるレオポルドは元の世界に戻ることを決意する。

## キャスト
| 役名                     | 俳優                           | 日本語吹替 | 日本語吹替   | 日本語吹替 |
| 役名                     | 俳優                           | ソフト版   | 日本テレビ版 |            |
| ------------------------ | ------------------------------ | ---------- | ------------ | ---------- |
| ケイト・マッケイ         | メグ・ライアン                 | 石塚理恵   | 土居裕子     |            |
| オールバニ公爵レオポルド | ヒュー・ジャックマン           | 家中宏     | 東地宏樹     |            |
| スチュアート・ベッサー   | リーヴ・シュレイバー           | 小山力也   | 関俊彦       |            |
| チャーリー・マッケイ     | ブレッキン・メイヤー           | 桐本琢也   | 森川智之     |            |
| ダーシー                 | ナターシャ・リオン             | 伊藤美紀   | 亀井芳子     |            |
| J.J.カムデン             | ブラッドリー・ウィットフォード | 小杉十郎太 | 江原正士     |            |
| ミス・ツリー             | クリステン・シャール           |            |              |            |
| ミラード叔父             | パクストン・ホワイトヘッド     | 秋元羊介   | 大塚周夫     |            |
| ガイスラー医師           | スポルディング・グレイ         |            |              |            |
| ボブ                     | ジョッシュ・スタンバーグ       |            |              |            |
| フィル                   | マシュー・サスマン             | 藤原啓治   |              |            |
| パトリス                 | シャーロット・アヤナ           |            |              |            |
| 重役1                    | ジョン・ロスマン               |            |              |            |
| オーティス               | フィリップ・ボスコ             |            | 藤本譲       |            |

- この他に機内上映用吹き替え版も存在する。Netflixにて配信。
- 日本テレビ版：初回放送2006年2月17日『金曜ロードショー』

## 音楽
サウンドトラックは2001年12月25日にリリースされた。

## 製作
総製作費4800万ドルの約3分の1にあたる1500万ドルはメグ・ライアンへの出演料として使われた。これはメグ・ライアンの出演料としては最高額である。

## 作品の評価

### 映画批評家によるレビュー
Rotten Tomatoesによれば、133件の評論のうち高評価は52%にあたる69件で、平均点は10点満点中5.3点、批評家の一致した見解は「ジャックマンは魅力的だが、『ニューヨークの恋人』は退屈で予測可能であり、タイムトラベルのシナリオは内部ロジックに欠けている。」となっている。
Metacriticによれば、27件の評論のうち、高評価は7件、賛否混在は15件、低評価は5件で、平均点は100点満点中44点となっている。

### 受賞歴
第59回ゴールデングローブ賞では、主演男優賞（ミュージカル・コメディ部門）にヒュー・ジャックマンがノミネートされた。また、主題歌賞にスティングが歌った主題歌「アンティル…」がノミネートされて、受賞を果たした。
第74回アカデミー賞には、歌曲賞に「アンティル…」がノミネートされただけで終わった。